# Copán Ruinas
Copán Ruinas är en kommun i Honduras.   Den ligger i departementet Departamento de Copán, i den västra delen av landet, 230 km väster om huvudstaden Tegucigalpa. Antalet invånare är 29 378. Arean är 371 kvadratkilometer.
Terrängen i Copán Ruinas är kuperad.
Följande samhällen finns i Copán Ruinas:
- Copán
- La Esperanza